# Fiacre Bouillon
Fiacre Bouillon, né à Rocroi le 2 février 1765 où il mourut le 24 avril 1795, est un pâtre qui devint poète.

## Biographie
Fiacre Bouillon, qui naquit au hameau de Rouilly, aujourd'hui sur la commune de Taillette, près de Rocroi, le 2 février 1765, était jeune pâtre qui, sans secours sans études, devint tout à coup poète. Il loua, à dix huit ans, dans un poème d'environ six cents vers, le siège et la bataille de Rocroi et en fit ensuite hommage au prince de Condé. L'abbé Duhoux le mentionna dans Le Mercure français du samedi 19 mars 1785. Il laissa, indépendamment de plusieurs autres petites pièces de vers, un poème sur la naissance du Dauphin et un second resté inédit intitulé Saint Louis ou les Croisades, dont le cinquième chant se trouve perdu.

## Ses œuvres
- Quelques poésies de Fiacre Bouillon, Metz : imprimerie de F. Blanc, 1864, 16 p.
- La Bataille de Rocroi, poème de Fiacre Bouillon (1763-1795), avec un avant-propos de J. Héripret, impr. de F. Jalloux, 1934, 15 pages